# Папротня (Бжезінський повіт)
Папротня (пол. Paprotnia) — село в Польщі, у гміні Бжезіни Бжезінського повіту Лодзинського воєводства.
Населення — 235 осіб (2011).
У 1975-1998 роках село належало до Скерневицького воєводства.

## Демографія
Демографічна структура станом на 31 березня 2011 року:
|          | Загалом | Допрацездатний вік | Працездатний вік | Постпрацездатний вік |
| -------- | ------- | ------------------ | ---------------- | -------------------- |
| Чоловіки | 112     | 27                 | 76               | 9                    |
| Жінки    | 123     | 24                 | 75               | 24                   |
| Разом    | 235     | 51                 | 151              | 33                   |